# R50 (Jordanien)
Die Route 50 ist eine Fernstraße in Jordanien. Die Straße ist eine kurze Ost-West-Route im Süden des Landes, zwischen der Route 65 im Jordantal und der Route 15 in der Wüste. Der Hauptort auf der Strecke ist Karak. Die Route ist 66 km lang.

## Straßenbeschreibung
Die Straße beginnt bei Al Mazraa im Jordantal auf der Route 65, in etwa 320 Meter unter dem Meeresspiegel. Die Straße steigt auf fast 1000 m Höhe auf die Hochebene östlich des Jordantals bis nach Karak, wo sie die Route 35 Kreuzt. Von Karak ist die Straße teilweise mit 2 × 2 Fahrspuren ausgeführt. Die Straße endet südlich von Al Qatrana in einem Autobahnkreuz in Trompetenform und führt dann als Route 15 weiter.

## Geschichte
Die Route 50 ist für den Tourismus wichtig, von Amman zum Toten Meer ist die Route 15 und die Route 35 eine der häufig verwendeten Strecken. Zum anderen ist die archäologische Stadt Petra über Route 35 für Touristen zu erreichen. 

## Großstädte an der Autobahn
- Al Mazraa
- Karak
- Al Qatrana